# La febbre dell'hula hoop/Ho scritto col fuoco
La febbre dell'hula hoop/Ho scritto col fuoco è il 3º singolo di Mina, pubblicato in Italia dall'etichetta Italdisc nel febbraio del 1959.

## Storia
Giulio Libano arrangia, dirige la sua orchestra e il coro, accompagnando la cantante in entrambi i brani.
Le due canzoni sono presenti nell'antologia in 3 CD Ritratto: I singoli Vol. 1 del 2010, che riepiloga tutti i 45 giri ufficiali.
La febbre dell'hula hoop è una cover del brano La febbre dell'hoola hop inciso su 45 giri l'anno prima da Adriano Celentano per la Jolly (J 20045). Brano mai pubblicato su album, è presente nella raccolta su CD Mina ...Di baci (1993) della Raro! Records.
Ho scritto col fuoco fu pubblicato con una versione diversa anche sul flexi-disc (supporto a 45 giri inciso da un solo lato) allegato in omaggio alla rivista Il Musichiere N° 40 dell'8 ottobre 1959 (The Red Record N. 20029), è stato poi inserito nell'album ufficiale di esordio della cantante, Tintarella di luna del 1960. È presente anche nella raccolta Una Mina fa del 1987.

## Copertina
La copertina ha due foto diverse, fronte e retro, stampate anche su colori di fondo differenti.

## Tracce
Lato A
1. La febbre dell'hula hoop – 2:03 (testo: Antonietta De Simone – musica: Vittorio Buffoli, Pino Massara; edizioni musicali S. Cecilia)

Lato B
1. Ho scritto col fuoco – 2:22 (testo: Vito Pallavicini – musica: Pino Massara; edizioni musicali S. Cecilia)